# Omul de fier
Omul de fier (în poloneză Człowiek z żelaza) este un film polonez din 1981 regizat de Andrzej Wajda. El prezintă protestul sindicatului muncitoresc Solidaritatea și primul său succes în a convinge guvernul polonez să recunoască dreptul muncitorilor de a înființa un sindicat independent.
Filmul continuă povestea lui Maciej Tomczyk, fiul lui Mateusz Birkut, protagonistul filmului Omul de marmură, pe care Wajda îl realizase anterior. Maciej este aici un tânăr muncitor implicat în protestul muncitoresc anticomunist, fiind descris ca „omul care a declanșat greva de la șantierul naval din Gdańsk”, iar un ziarist care lucrează pentru postul de radio al regimului comunist primește sarcina de a-l calomnia pe Maciej. Tânărul este în mod clar o trimitere la Lech Wałęsa (care apare în film în propriul său rol). 
Omul de fier clarifică sfârșitul ambiguu al Omului de marmură, care nu a detaliat cauza morții lui Mateusz Birkut. Omul de fier afirmă în mod explicit că Mateusz a fost ucis în greva de la șantierul naval din Gdańsk din 1970.
Filmul a fost realizat în scurta perioadă de dezgheț a cenzurii comuniste, care a avut loc între formarea sindicatului Solidaritatea în august 1980 și desființarea lui în decembrie 1981 și, ca atare, este extrem de critic la adresa regimului comunist. Din această cauză a fost interzis în 1981 de către guvernul polonez. Filmul a obținut Palme d'Or și Premiul Juriului Ecumenic la Festivalul de Film de la Cannes din 1981. El a fost, de asemenea, nominalizat la Premiul Oscar pentru cel mai bun film străin.

## Rezumat
Acțiunea filmului se petrece la Gdańsk în 1980. Greva muncitorilor de pe șantierul naval continuă, iar un rol important îl are activistul grevist Maciej Tomczyk (interpretat de Jerzy Radziwiłowicz). Directorul adjunct al Radiodifuziunii Poloneze (Janusz Gajos) îl trimite acolo pe redactorul radiofonic Winkel (Marian Opania) pentru a strânge informații compromițătoare despre Tomczyk. Ziaristul este întâmpinat la Gdańsk de un reprezentant al autorităților pe nume Badecki (Franciszek Trzeciak), care înțelege importanța sarcinii sale.
Winkel nu reușește să intre în curtea șantierului, fiind considerat un jurnalist aservit Partidului Comunist. El îl întâlnește totuși în mulțimea din fața porții pe prietenul său Dzidek (Boguslaw Linda), căruia îi facilitase anterior obținerea unui loc de muncă la Televiziunea din Gdańsk. Dzidek îi povestește de Tomczyk, cu care era prieten din liceu. Tatăl lui Tomczyk, Mateusz Birkut (protagonistul filmului Omul de marmură), nu i-ar fi permis fiului său să ia parte la protestele studențești din martie 1968. Sperând să-și facă relații care să-l ajute să intre în curtea șantierului, Winkel o vizitează pe Wiesława Hulewicz (Wiesława Kosmalska), de la care află despre moartea lui Birkut în timpul grevelor din decembrie 1970 și despre căsătoria lui Tomczyk cu Agnes (Krystyna Janda), o tânără regizoare ce lucrase în 1976 la un film despre Birkut.
Ziaristul o vizitează în închisoare pe fosta regizoare, care fusese arestată pentru susținerea grevei. Agnes îi povestește cum l-a întâlnit pe Tomczyk și îi descrie viața grea de familie pe care a avut-o din cauza șicanelor permanente ale organele de securitate. Winkel își dă seama astfel că revendicările protestatarilor sunt juste și decide să nu-și mai realizeze reportajul. În final, o delegație guvernamentală semnează un acord cu Comitetul de Grevă, pe care intenționează să nu-l respecte.

## Distribuție
- Jerzy Radziwiłowicz - Maciej Tomczyk / Mateusz Birkut
- Krystyna Janda - Agnieszka
- Marian Opania - Winkel
- Irena Byrska - Matka Hulrwicz
- Wiesława Kosmalska - Wiesława Hulewicz
- Bogusław Linda - Dzidek
- Franciszek Trzeciak - Badecki
- Janusz Gajos - comandantul Z-Ca
- Andrzej Seweryn - căpitanul Wirski
- Marek Kondrat - Grzenda
- Jan Tesarz - comandant
- Jerzy Trela - Antoniak
- Krzysztof Janczar - Kryska
- Krystyna Zachwatowicz - Hanka Tomczyk (trecută pe generic Krystyna Zachwatowicz-Wajda)
- Bogusław Sobczuk - redactor la TVP
- Lech Wałęsa - el-însuși
- Anna Walentynowicz - ea-însăși[10]

## Legături externe
- Man of Iron la Internet Movie Database